# چاکالیته
چاکالیته (به بلغاری: Chakalite) یک منطقهٔ مسکونی در بلغارستان است که در تریاونا واقع شده‌است.